# اورمانچینو
اورمانچینو (انگلیسی: Urmanchino) یک شهرک در شهرستان سالاواتسکی استان باشقیرستان کشور روسیه است.